# スペインは呼んでいる
『スペインは呼んでいる』（原題:The Trip to Spain）は2017年に公開されたイギリスのコメディ映画である。監督はマイケル・ウィンターボトム、主演はスティーヴ・クーガンとロブ・ブライドンが務めた。本作は2014年に公開された映画『イタリアは呼んでいる』の続編であり、シリーズ第3作である。

## 概略
スティーヴ・クーガンはスペインでグルメ取材を行うことになり、いつものように親友のロブ・ブライドンを連れて行くことにした。バスクからアンダルシアへと旅する中で、2人は中年期特有の悩みに向き合いつつ、極上の料理とワインを堪能するのだった。

## キャスト
- スティーヴ・クーガン - スティーヴ・クーガン
- ロブ・ブライドン - ロブ・ブライドン
- レベッカ・ジョンソン - サリー
- クレア・キーラン - エマ
- マルタ・バリオ - ヨランダ
- ティム・リーチ - ジョー
- カイル・ソーラー - ジョナサン
- マルゴ・スティリー - ミシャ
- ジャスティン・エドワーズ - グレッグ
- ケリー・シェイル - マット

## 製作・マーケティング
2016年2月、『イタリアは呼んでいる』の続編が製作がされるとの報道があった。9月15日、本作の主要撮影がスペインで始まった。2017年3月8日、本作のティーザー・トレイラーが公開された。4月6日、スカイ・アトランティックで本作が6週にわたって放送された。22日、本作はトライベッカ映画祭でプレミア上映された。6月15日、IFCフィルムズが本作のオフィシャル・トレイラーを公開した。

## 評価
本作は批評家から好意的に評価されている。映画批評集積サイトのRotten Tomatoesには106件のレビューがあり、批評家支持率は83%、平均点は10点満点で6.97点となっている。サイト側による批評家の見解の要約は「『スペインは呼んでいる』は前2作同様、美しい風景や美味しい料理、スティーヴ・クーガンとロブ・ブライドンの楽しいおしゃべりが満載だが、その量は前2作より多くなっている。」となっている。また、Metacriticには31件のレビューがあり、加重平均値は66/100となっている。

## 続編
2019年1月18日、本作の続編が製作されることになったと報じられた。本作の続編『The Trip to Greece』は2020年の夏に全米公開される予定だったが、新型コロナウイルスの感染拡大を受けて、同年5月22日にデジタル配信された。